# Nanebevzetí Panny Marie (Tizian)
Nanebevzetí Panny Marie (italsky Assunta) je název náboženského obrazu benátského renesančního malíře Tiziana z let 1516 - 1518.

## Nanebevzetív uměleckých dílech
| „                                      | Apoštolové střežící Mariin hrob třetí den uviděli, jak přicházel Kristus se sbory andělů a zdravil je. Pak zavolal archanděla Michaela, který přinesl Mariinu duši. Na Ježíšova slova vstoupila duše do Mariina těla a Marie vystoupila z hrobu a odcházela na nebesa, doprovázená množstvím andělů. Apoštol Tomáš při nanebevzetí nebyl, a když tomu nechtěl uvěřit, spustila Maria z nebes pás, kterým byla přepásaná. | “ |
| — (Jakobus de Voragine: Legenda aurea) | |   |

Motiv Nanebevzetí Panny Marie (Assumptio) pochází z apokryfních podání, tedy textů nezahrnutých do kanonických knih Bible. Vyprávění o nanebevzetí Bohorodičky, všeobecně známé pod společným pojmenováním Transitus Mariae, pocházejí již z 3. a 4. století. Jejich obsah byl pravidelně doplňován o nové prvky a konečnou podobu nabyly v Zlaté legendě (Legenda Aurea), díle historika Jacoba de Voragine z let 1255 - 1266. Přestože Nový zákon neobsahuje žádnou zmínku o nanebevzetí, toto téma se stalo velmi častým námětem umělců všech uměleckých epoch a jeho zhmotnění nacházíme v mnoha chrámech a galeriích. Význam této události dosahoval vrcholu v období protireformace; v opozici proti protestantům římskokatolická církev zdůrazňovala především tři nejdůležitější aspekty v životě Panny Marie - nesporné panenství, neposkvrněné početí a nanebevzetí.
Nanebevzetí v náboženském významu vyjadřuje, že Panna Maria byla vzata a odnesena do nebe s tělem i duší. Po prvních dílech s tímto motivem, pocházejících z 13. století, se v umění zformoval ustálený typ zobrazování námětu nanebevzetí: kompozice je sestavena ze dvou horizontálně uspořádaných složek. Jádro tvoří postava Panny Marie, stojící nebo sedící na trůnu, kterou do nebes doprovázejí nebo odnášejí andělské chóry. Maria má ruce sepnuté v modlitbě nebo jejich vzpíná s pohledem směrem k nebi. Dole na zemi jsou apoštolové, seskupení kolem prázdného hrobu, a v posvátné úctě dívají na Pannu Marii. Někdy je doplňují světci nebo jiné postavy, jako například donátora. Někdy je dílo doplněno o třetí složku - zobrazení Boha Otce, který na nebesích s vítajícím gestem očekává Pannu Marii.
Tiziánova Assunta, první umělcovo reprezentační dílo s náboženskou tematikou patří současně k jeho nejznámějším.

## Okolnosti vzniku díla
V roce 1516 převor kláštera františkánů German da Casale objednal u Tiziana oltářní obraz pro řádový kostel Santa Maria Gloriosa dei Frari. Stalo se tak v roce smrti Giovanniho Belliniho, do tehdy oficiálního malíře Benátské republiky. O dva roky, 20. března 1518, bylo dílo dokončeno.
Když bylo dílo hotovo, reakce na něj se různily. Jedni nešetřili chválou, jiní ho nekompromisně odmítali. Řadoví bratři nebyli vesměs nadšeni. Už během práce na obraze umělce neustále vyrušovali a nad dokončených dílem vyjadřovali nespokojenost. Podle jejich mínění obrazu chybělo duchovní podání, byl jen nakupením postav. Když se o tom dozvěděl císařský vyslanec v Benátkách a nabídl za obraz značnou částku, mniši náhle obrátili a vzkázali mu, že si konečně uvědomili, že umění není jejich povoláním a že nemohou porozumět obrazu. Odmítání se změnilo na nadšení. Podobné ztvárnění tohoto námětu v Benátkách ještě neviděli.
Obraz byl v roce 1817 z hlavního oltáře odstraněn a přemístěn do obrazárny Galleria dell'Accademia. Na své místo se vrátil až za sto let - v roce 1919.

## Kompozice a ikonografie
V souladu s ustálenou kompoziční osnovou námětu i Tizian obraz člení na dvě sféry: nebeskou, reprezentovanou postavou Panny Marie, sborem andělů a Bohem Otcem, a pozemskou, kterou tvoří zástup lidí a apoštolů. Apoštolové, jež umělec neoznačil žádnými zavedenými atributy, se chovají jako prostí lidé.
Zatímco pozemská sféra působí na diváka chaotickým dojmem a výrazy obličeji postav jsou ohromeny děním nad jejich hlavami, z Marie vyzařuje lehkost a pokora. Doprovázená zástupem andělů a obklopená tajemnou ohnivou září vznáší se na obláčku a její pohled vyjadřující nadšení a připravenost setkat se s Otcem svého Syna se upírá nahoru, kde ji klidně a se vznešeným majestátem očekává Bůh Otec. Ten má po levé ruce archanděla Michaela, který je připraven Marii korunovat. Sjednocujícím prvkem celého díla je intenzivní červená barva oděvů apoštolů, Marie a Boha Otce.
U diváka, sledujícího obraz z určité vzdálenosti, vyvolává dění na něm iluzi pohybu směrem vzhůru.
Na Nanebevzetí Panny Marie je třeba pohlížet jako na mezník v Tizianově umělecké kariéře. Je nesporné, že při tvorbě díla se nechal inspirovat staršími velikány italské renesance - postavy odrážejí vliv Michelangela, kompozice obrazu je odkazem na tvorbu Raffaela. Tizianovou touhou při práci na tomto obraze byla především snaha prolomit určité konvence v tradici benátské malby a dospět k symbióze teatrálnosti a dynamického podání díla, tedy rysů, které se od té doby staly nejvýraznějšími charakteristickými prvky jeho tvorby. Tizian svým obrazem v bazilice Santa Maria Gloriosa dei Frari v Benátkách vytvořil výtvarný kánon Nanebevzetí Panny Marie, napodobovaný a používaný umělci v průběhu následujících dvou století.
Zájem návštěvníků benátské baziliky Santa Maria Gloriosa dei Frari zhlédnout toto dílo nad hlavním oltářem v bazilikální apsidě se dělí s dalším Tiziánovým obrazem - Madonou rodu Pesaro (Pala Pesaro) - v levé chrámové lodi.